# Плохие сказки
«Плохие сказки» (итал. Favolacce) — итало-швейцарский драматический фильм 2020 года братьев Дамиано и Фабио Д’Инноченцо. Он был выбран для участия в основном конкурсе на 70-м Берлинском международном кинофестивале, где Д’Инноченцо были награждены «Серебряным медведем» за лучший сценарий.

## Сюжет
Летняя жара обрушивается на жилой район в пригороде Рима. Родители разочарованы, потому что они не из лучшего пригорода, но их дети — главные действующие лица ударной волны, которая всё разрушит.

## В ролях
| Актёр              | Роль                 |
| ------------------ | -------------------- |
| Элио Джермано      | Бруно Плачидо        |
| Барбара Кикьярелли | Далила Плачидо       |
| Габриел Монтези    | Амелио Геррини       |
| Макс Малатеста     | Пьетро Роза          |
| Илеана Д'Амбра     | Вильма Томмази       |
| Джастин Коровкин   | Джеремиа             |
| Лино Муселла       | профессор Бернардини |

## Рецензии
Питер Брэдшоу в The Guardian отмечает, что «„Плохие сказки“ это великолепно снятая, интуитивно сыгранная ансамблевая драма о групповой дисфункции среди семей рабочих живущих в пригороде Рима. Предпосылка фильма состоит в том, что рассказчик обнаружил детский дневник с пустыми страницами и продолжает его в вымышленной форме. Мрачные и болезненные аспекты „Плохих сказок“ также заставляют подумать о „Собачьей жаре“ Ульриха Зайдля».
Питер Дебрюж в Variety пишет, «что повествование фильма отсылает к „семейной трагедии“, но ненавязчиво, чтобы зрители могли понять смысл этой унылой сказки „вдохновленной реальной историей“, которая была „вдохновлена ложью“».
The Hollywood Reporter отмечая работу актёров-детей пишет, что «они отлично справляются балансируя между своим возрастом и полным отсутствием правильных взрослых ролевых моделей».
Издание Screen делает вывод, что «часть привлекательности фильма заключается в его умелом заимствовании американского реализма: отголоски калифорнийского или техасского лета, намёки на „Отрочество“ или „Девственниц-самоубийц“ и использование в этих фильмах фотографий Уильяма Эглстона».

## Награды и номинации
Фильм получил 21 награду и 27 номинаций на различных кинофорумах, включая «Серебряного медведя» Берлинского кинофестиваля за лучший сценарий, премию «Давид ди Донателло» за лучший монтаж (Эсмеральда Калабрия) и приз жюри Брюссельского кинофестиваля.